# Mercedes-Benz O 3500
Der Mercedes-Benz O 3500 war der erste neu entwickelte Omnibus der Daimler-Benz AG der Nachkriegszeit und der erste Omnibus, der im Werk Mannheim produziert wurde. Er basierte auf dem zur gleichen Zeit vorgestellten Lkw Mercedes-Benz L 3500 mit vorn unter einer Haube eingebautem Dieselmotor. Aus dem kompakten O 3500 entwickelte sich binnen weniger Jahre eine ganze Omnibusfamilie aus Reise-, Überlandlinien- und Stadtlinienbussen. Mit 6049 Einheiten von Dezember 1949 bis zum Produktionsende 1955 war der O 3500 der erfolgreichste Omnibus seiner Zeit.

## Stadtomnibus
Der Stadtomnibus hatte eine druckluftbetätigte Schiebetür vorn und eine druckluftbetätigte Innenfalttür hinten.
Hinter dem Fahrersitz befanden sich rechts und links je vier Zweisitzerstühle und anschließend je eine dreisitzige Längsbank über den Radkästen, sodass 22 Fahrgäste sitzen konnten. Im Mittelgang und dem Perron an der Hecktür gab es insgesamt 23 Stehplätze.

## Allwetter-Reise- und Überland-Omnibus
Abweichend vom Stadtomnibus hatten Allwetter-Reise- und Überland-Omnibus handbetätigte, vorn angeschlagene Schlagtüren. Der Allwetter-Omnibus hatte gegenüber dem Überlandomnibus zusätzlich eine Dachrandverglasung und ein mehr als zweieinhalb Meter langes Schiebedach und somit 16 m² Sichtfläche.
Der Heckstauraum hinter der Rücksitzbank war durch eine Doppeltür zugänglich. Zur Unterbringung weiterer Gepäckstücke konnte der hintere Teil der Karosserie mit einem Dachgepäckträger ausgerüstet werden.
Im Innenraum befanden sich zwölf Zweisitzer-Stühle mit Stahlrohr-Sitzgestellen, wobei die Sitzbank am hinteren Einstieg klappbar war. Den Abschluss bildete eine Sitzbank für fünf Personen im Heck. Im Mittelgang konnten sechs Einzelklappsitze und neben dem Fahrer ein ein- oder zweisitziger Klappsitz eingebaut werden, sodass Platz für bis zu 37 Fahrgäste vorhanden war. Alle Sitze waren mit Kunstleder bezogen, gegen Aufpreis waren Kopfstützen, Mittelarmlehnen, verstellbare Rückenlehnen, Klapptische an den Vordersitzen und später sogar Einzelsitze erhältlich.

## Ausstattung
Der Bus besaß eine Fahrertür. Zur Sicherheitsausstattung gehörten Blinklichtanlage, Doppelscheibenwischer, Rückspiegel innen und außen, Fenster aus Sicherheitsglas, ein als Notausstieg eingerichtetes Rückwandfenster, Feuerlöscher und Sanitätskasten waren griffbereit unter dem Armaturenbrett untergebracht.
Für das Wohlbehagen sorgten eine Heizungs- und Lüftungsanlage, Sonnenblende, sechs Deckenleuchten, Trittbrettleuchten mit Türkontakt und eine Summeranlage mit zwei Druckknöpfen. Der Fahrersitz war längs verstellbar und durch einen Blendvorhang zum Fahrgastraum abgetrennt. Gegen Aufpreis war ein drehbarer und in alle Richtungen verstellbarer Fahrersitz erhältlich.
Innen war der Bus mit einem Linoleumfußboden ausgestattet, der Mittelgang mit rutschfesten Gummi-Klotz-Matten belegt, beim Stadtomnibus waren Mittelgang und Perron mit Holzleisten belegt.
Im Innenraum waren alle Holzteile gebeizt oder poliert, die Sitzgestelle farbig lackiert und die Metallbeschläge blank. Es konnte zwischen einer ein- oder zweifarbigen Außenlackierung gewählt werden.
Der Stadtomnibus hatte serienmäßig einen Schilderkasten mit drei Steckschildern, gegen Aufpreis war ein Schilderkasten mit Rollband erhältlich.

## Motor

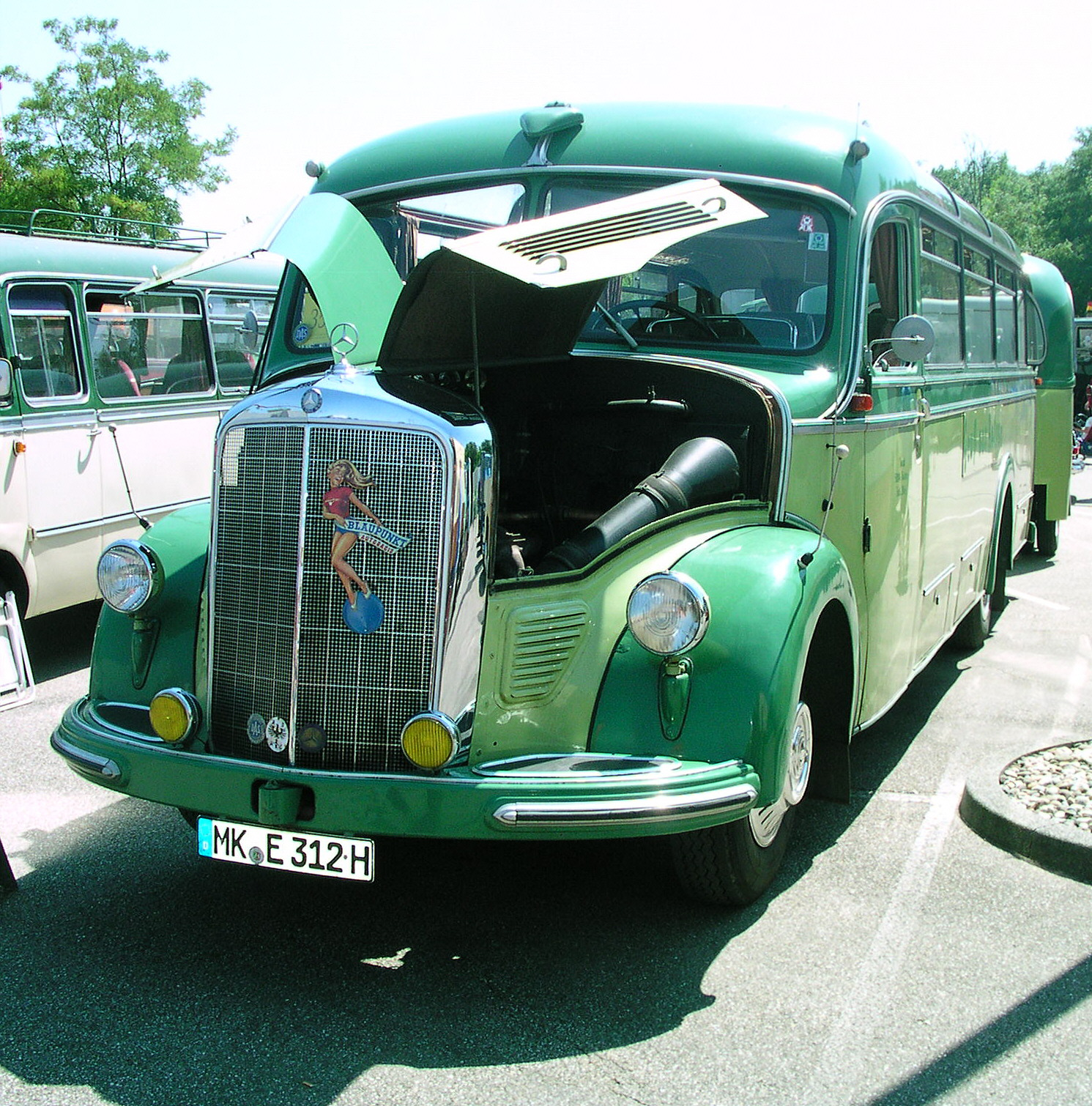
Mercedes-Benz O 3500 mit geöffneter Haube

Der Sechszylinder-Vorkammer-Dieselmotor OM 312 mit 4,6 Liter Hubraum leistete 90 PS (66 kW). Am Motor war ein Ölkühler mit Temperaturregelung angebaut. Die Kraftübertragung auf die Hinterachse übernahm ein Fünfgang-Klauengetriebe. Der Motor-Getriebe-Block war auf Gummi gelagert.

### Technische Daten
- Baumuster: OM 312
- Zahl der Zylinder: 6
- Bohrung: 90 mm
- Hub: 120 mm
- Hubraum: 4580 cm³
- Höchstgeschwindigkeit: 82 km/h
- Kraftstoff-Normverbrauch: 14,8 Liter = 12,6 kg/100 km
- Leistung: 90 PS (66 kW) bei 2800/min

## Fahrgestell
Das tragende Chassis war zugunsten eines niedrigen Einstiegs tiefer als beim Lkw ausgelegt.

### Technische Daten
- Spurweite vorn und hinten: 1700 mm
- Bodenfreiheit: 250 mm
- Fahrgestellgewicht: 2800 kg
- Höchstzulässiges Gesamtgewicht: 8500 kg
- Bereifung: 8,25–20
- Wendekreis: 19,2 m
- Kraftstoffbehälter-Inhalt: 92 Liter